# Candeal
Ne doit pas être confondu avec CanDeal.
Candeal est une municipalité brésilienne de l'État de Bahia et la microrégion de Serrinha.